# 28. San-marinesisches Kabinett
Das 28. Kabinett setzte sich aus Partito Democratico Cristiano Sammarinese (PDCS) und Partito Socialista Sammarinese (PSS) zusammen und regierte San Marino vom 20. Mai bis zum 25. Juni 2002.
Nach der Parlamentswahl vom 10. Juni 2001 bildete sich eine Koalitionsregierung aus PDCS und PSS. Nachdem der PSS zu Beginn des Jahres 2002 mit der Opposition verhandelte, bot der PDCS dem Koalitionspartner eine Regierungsumbildung und einen zusätzlichen Kabinettsposten an. Drei Minister der PDCS, Sante Canducci, Clelio Galassi und Gabriele Gatti, erklärten am 15. Mai ihren Rücktritt. Am 20. Mai wählte der Consiglio Grande e Generale die neuen Minister.
Die Regierung erlitt schon nach wenigen Tagen im Amt eine Niederlage bei einer Abstimmung im Parlament. Daraufhin reichten am 24. Mai die christdemokratischen und am 27. Mai die sozialistischen Minister ihren Rücktritt ein. Die auch nur wenige Monate amtierende Folgeregierung wurde ohne den PDCS von Partito dei Democratici (PdD), Alleanza Popolare (AP) und PSS gebildet.

## Liste der Minister
Die san-marinesische Verfassung kennt keinen Regierungschef, im diplomatischen Protokoll nimmt der Außenminister die Rolle des Regierungschefs ein.
| Amt         | Minister              | Partei | Amtszeit                     |
| ----------- | --------------------- | ------ | ---------------------------- |
| Auswärtiges | Romeo Morri           | PDCS   | 20. Mai 2002 – 25. Juni 2002 |
| Inneres     | Pier Marino Mularoni  | PDCS   | 20. Mai 2002 – 25. Juni 2002 |
| Finanzen    | Fiorenzo Stolfi       | PSS    | 20. Mai 2002 – 25. Juni 2002 |
| Industrie   | Maurizio Rattini      | PSS    | 20. Mai 2002 – 25. Juni 2002 |
| Bildung     | Pasquale Valentini    | PDCS   | 20. Mai 2002 – 25. Juni 2002 |
| Territorium | Fabio Berardi         | PSS    | 20. Mai 2002 – 25. Juni 2002 |
| Tourismus   | Paride Andreoli       | PSS    | 20. Mai 2002 – 25. Juni 2002 |
| Gesundheit  | Gian Carlo Venturini  | PDCS   | 20. Mai 2002 – 25. Juni 2002 |
| Arbeit      | Pier Marino Menicucci | PDCS   | 20. Mai 2002 – 25. Juni 2002 |
| Justiz      | Augusto Casali        | PSS    | 20. Mai 2002 – 25. Juni 2002 |

### Bemerkungen
1. ↑  Segretario di Stato per gli Affari Esteri e Politici, Poste e Telecommunicazioni
2. ↑  Segretario di Stato per gli Affari Interni, la Protezione Civile e la Programmazione Economica
3. ↑  Segretario di Stato per le Finanze, il Bilancio e i Rapporti con l’A.A.S.F.N. e i Trasporti
4. ↑   Segretario di Stato per l’Industria, l’Artigianato e la Cooperazione Economica
5. ↑  Segretario di Stato per la Pubblica Istruzione, l’Università e gli Instituti Culturali
6. ↑  Segretario di Stato per il Territorio, l’Ambiente e l’Agricoltura
7. ↑  Segretario di Stato per il Turismo, il Commercio e lo Sport
8. ↑   Segretario di Stato per la Sanità e la Sicurezza Sociale
9. ↑  Segretario di Stato per il Lavoro e la Cooperazione
10. ↑  Segretario di Stato per la Giustizia, i Rapporti con le Giunte di Castello con l’A.A.S.P. e con l’A.A.S.S. e l’Informazione